# Faik Konica
Faik Konica także jako: Faik bej Konica, Faik Salko, Dominik Konica (ur. 15 marca 1875 w Korczy, zm. 15 grudnia 1942 w Waszyngtonie) – albański pisarz, dziennikarz, dyplomata i działacz narodowy, brat Mehmeta.

## Życiorys
Pochodził z rodziny albańskich właścicieli ziemskich wyznania muzułmańskiego, był synem Shahina Beja i Lajli. W 1895 dokonał konwersji na katolicyzm, przyjmując drugie imię Domenik. Uczył się w kolegium jezuickim im. św. Franciszka Ksawerego w Szkodrze, w liceum francuskim w Konstantynopolu. Od 1890 mieszkał we Francji, gdzie ukończył liceum w Carcassonne. W tym czasie miał zaprzyjaźnić się z przebywającym w Carcassonne Guillaume Apollinairem. Studiował filozofię na uniwersytecie w Dijon, gdzie w 1895 ukończył studia z zakresu filologii romańskiej. W 1912 ukończył studia z zakresu literatury na Uniwersytecie Harwardzkim.
W młodym wieku związał się z albańskim ruchem narodowym, pisząc do wydawanego w Londynie periodyku Albania – jednego z najważniejszych pism politycznych albańskiego Odrodzenia Narodowego (alb. Rilindja Kombëtare). W 1909 po zamknięciu pisma Albania wyjechał do USA, gdzie kierował pismem Dielli (Słońce), a następnie Trumpeta e Krujës (Trąbka Krui). Po założeniu Federacji Vatra, skupiającej albańskich działaczy narodowych w USA Konica został jej sekretarzem generalnym. W grudniu 1912 został wysłany na konferencję pokojową do Londynu, aby tam występować w obronie interesów ludności albańskiej. W czasie I wojny światowej prowadził intensywną działalność dyplomatyczną, podróżując do Austrii, Szwajcarii i Włoch.
W 1919 wyjechał do Bostonu, gdzie stanął na czele Panalbańskiej Federacji Vatra. Dwa lata później powrócił do Albanii, gdzie ponownie kierował czasopismem Dielli. W 1924 został mianowanym przedstawicielem dyplomatycznym Albanii w USA.
Oprócz działalności politycznej Faik Konica był jednym z najbardziej płodnych pisarzy albańskich. Pozostawił po sobie powieści, tomiki poezji, eseistykę, a także dzieła z zakresu krytyki literackiej.
Po śmierci pochowany na cmentarzu Forest Hills w Bostonie. W 1998 jego doczesne szczątki zostały przewiezione do Tirany i spoczęły w nekropolii nad Jeziorem Tirańskim (Liqeni i Tiranës).
Imię Faika Konicy noszą ulice w Tiranie, Peciu, Djakowicy i w Prizrenie.

## Dzieła
- 1895: L’Albanie et les Turces – Libre parole, Paryż
- 1899: Memoire sur le mouvement national albanais, Bruksela
- 1912: Jeta e Skënderbeut (Życie Skanderbega)
- 1915: L’Alemagne et’Albanie (Niemcy i Albania), Lozanna
- 1922: Një ambasadë e Zulluve në Paris (Ambasada Zulusów w Paryżu)
- 1924: Doktor Gjëlpëra zbulon rrënjët e dramës së Mamurrasit (Doktor Gjëlpëra ujawnia źródła dramatu w Mamurras, powieść satyryczna)
- 1924: Nën hijen e hurmave (W cieniu hurm)
- 1928: Shqipëria si m’u duk
- 1991: Shqipëria, kopshti shkëmbor i Evropës Juglindore, Prisztina
- 1993: Faik Konica, Vepra (Faik Konica. Dzieła), Tirana
- 2002: Katër përrallat e Zullulandit (Cztery bajki z krainy Zulusów), Tirana